# (10028) Bonus
(10028) Bonus (1981 JM2) – planetoida z grupy pasa głównego asteroid okrążająca Słońce w ciągu 3,79 lat w średniej odległości 2,43 j.a. Odkryta 5 maja 1981 roku.